# 斯威特格拉斯縣 (蒙大拿州)
斯威特格拉斯縣（英語：Sweet Grass County）是美國蒙大拿州南部的一個縣。面積4,823平方公里。根據美國2000年人口普查，共有人口3,609人。治所大廷伯（Big Timber）。
成立於1895年。縣名來自當地常見的植物茅香。